# Bandeira de Paris

A Bandeira de Paris.

A bandeira de Paris é a bandeira utilizada pela cidade de Paris, a capital da França como um dos seus símbolos. É a fonte de listras azul e vermelho da bandeira francesa. Ambas as cores (Azul e Vermelho) são recebidas durante a Revolução Francesa, a bandeira nacional da França.